# Sin querer
Sin querer es una película coproducción de Alemania, Suiza y Argentina filmada en colores dirigida por Ciro Cappellari sobre su propio guion escrito en colaboración con Graciela Maglie y Osvaldo Bayer que se estrenó el 6 de julio de 2000 y que tuvo como actores principales a Norman Briski, Leticia Brédice, Patricio Contreras, Daniel Kuzniecka y Ángela Molina.

## Sinopsis
El romance de un ingeniero que proyecta la construcción de una carretera que atravesará un pueblo de la Patagonia y el conflicto con los poderosos.

## Reparto
- Norman Briski	...Maldonado
- Leticia Brédice
- Luisa Calcumil	...	Rosa
- Yessica Cardozo	...	Juanita
- Patricio Contreras	...	Armado Bazan
- Daniel Kuzniecka	...	Mario
- Ángela Molina ...	Gloria
- Cecilia Pillado
- José Fabio Sancinetto
- China Zorrilla

## Comentarios
Guillermo Ravaschino en el sitio web  cineismo.com  opinó:

«Sin querer está poblada de frases improbables, chirriantes….Hay muchos otros personajes y subtramas…En poco más de una hora y media...no logra pintar adecuadamente a ninguna de estas criaturas. No falta algún hallazgo formal...Lo que sobreabunda, empero, son las metáforas más o menos explícitas sobre la postergación, la humillación, el sometimiento y los prejuicios que forman la trama íntima de tanto infierno chico de provincias. Pero aun a este filón, que es poco y nada original, le cuesta horrores fluir, dibujarse…muchos miembros del elenco revelan gran esmero en sus labores, aunque poco pueden hacer contra unos diálogos que parecen diseñados para hacerlos tropezar.»

Aníbal M. Vinelli en Clarín dijo:

« Tan peligrosa la falta como el exceso, aquí hay de todo…con un libro más propio de una telenovela pero comprimido en el formato de una película. Y por ello con menos espacio para que los personajes adquieran una verdadera carnadura y algo de verosimilitud.

Paraná Sendós en Ámbito Financiero dijo:

«Agradable, hecha de corazón, con elenco y paisajes atractivos, se ve que hay trabajo y pasión. Lapelícula más entrañable de Cappellari.»

Manrupe y Portela escriben:

«Correcto film…que pese a no escaparle a ciertas convenciones…es generoso a la vez que discreto con los símbolos del paisaje vacío, un barco que nunca pasa, una relación pedófila, etc.»